# Kostel svatého Filipa a Jakuba (Všeň)
Kostel svatého Filipa a Jakuba ve Všeni je sakrální stavbou na okraji hruboskalského chlumu a výraznou novogotickou krajinnou dominantou středního Pojizeří a Českého ráje.

## Historie

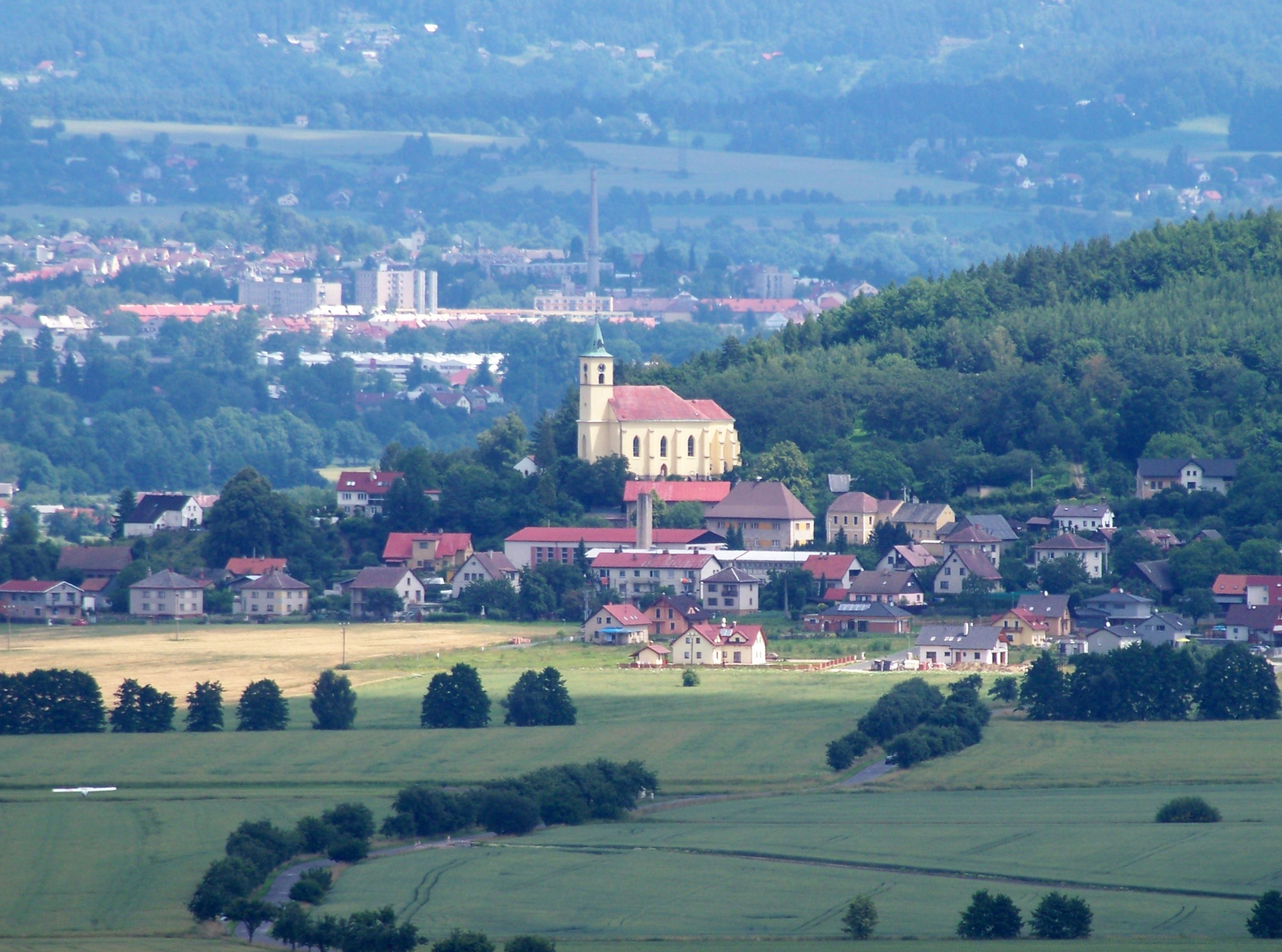
Zasazení kostela do krajiny

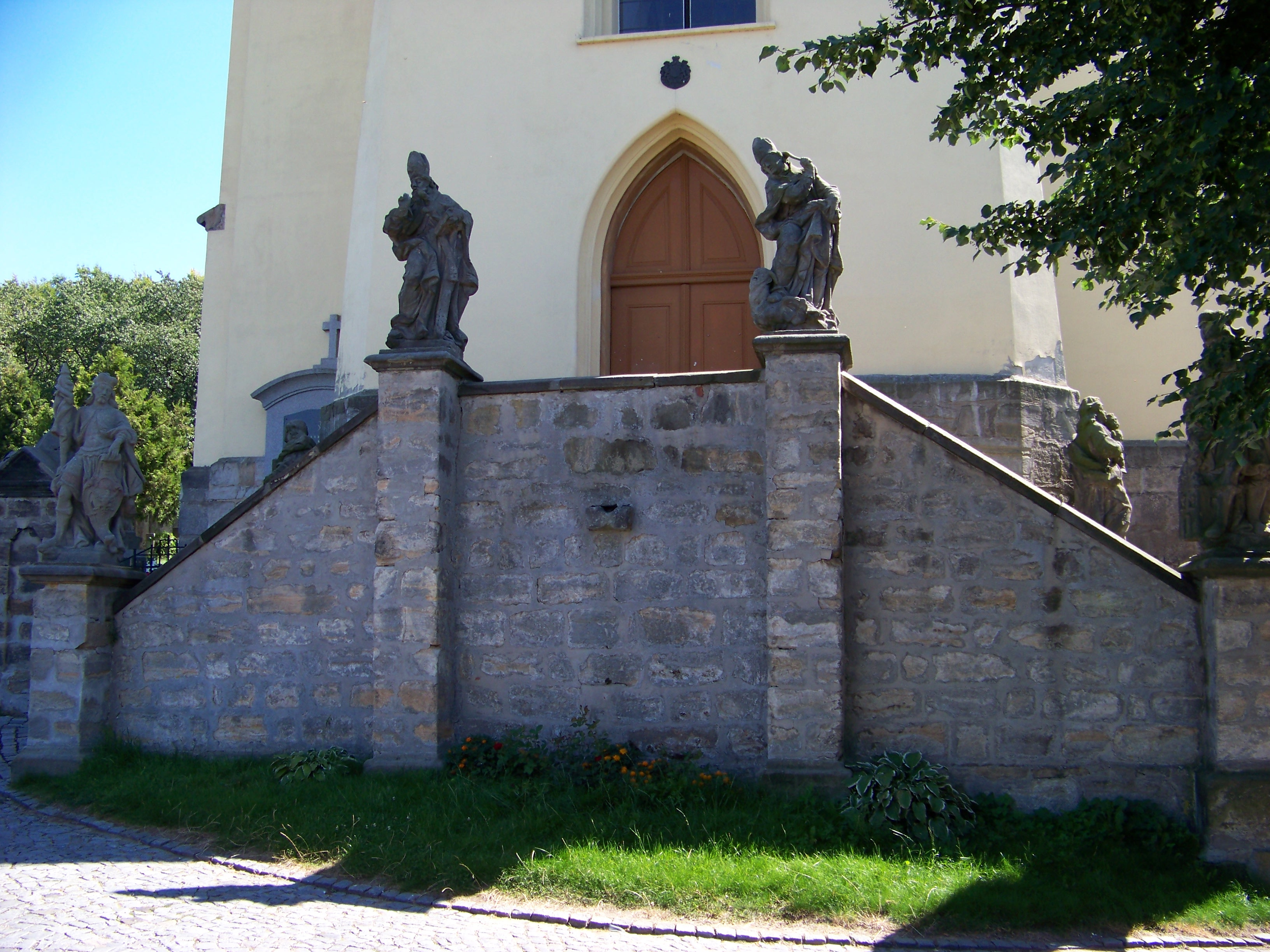
Sochy na schodišti před kostelem

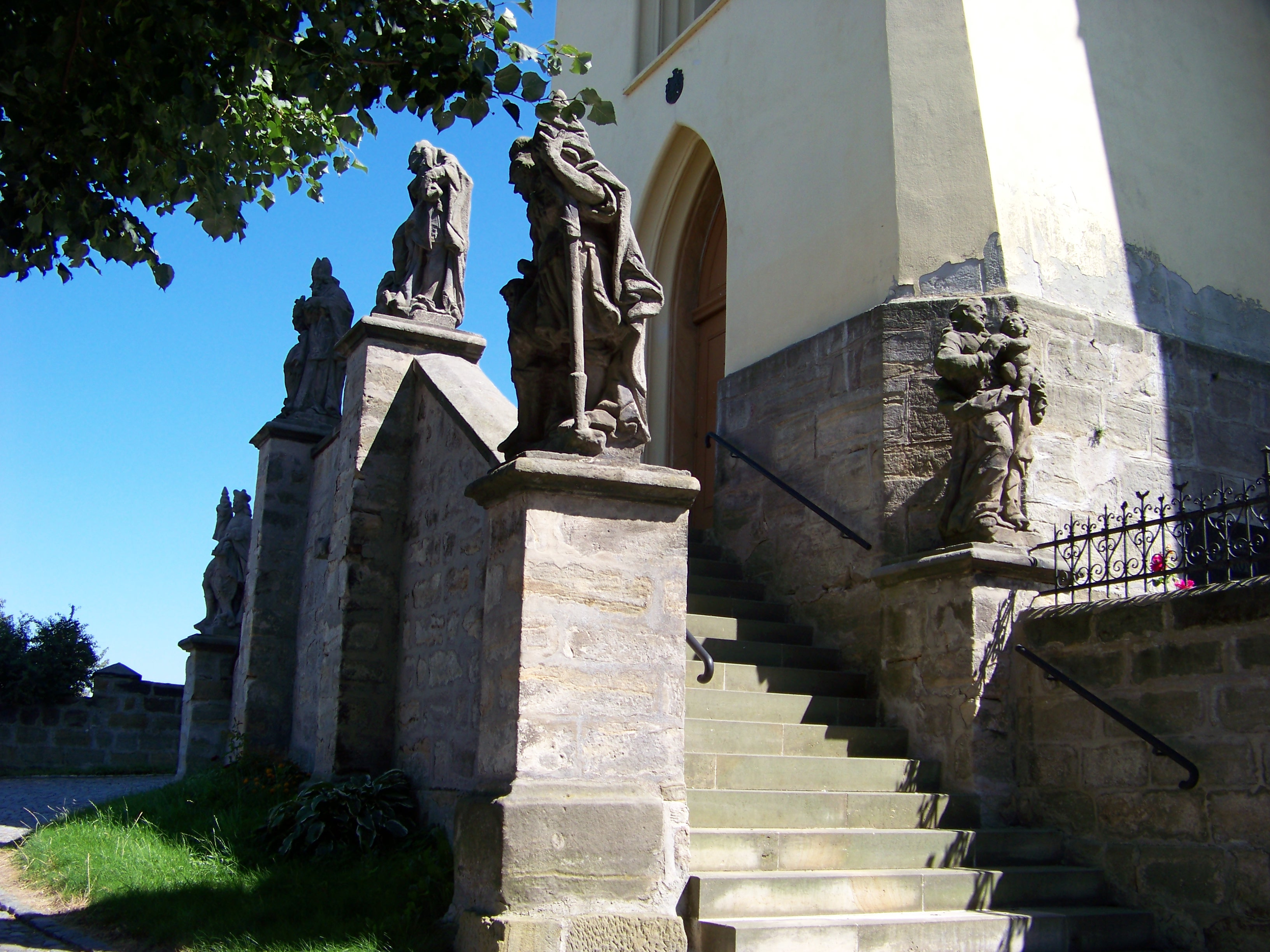
Detail schodiště

Původní malý kostel nahradili páni ze Všeně Markvartici v období kolem roku 1300 novým gotickým kostelem. Ze starého kostela se zachovaly presbytář a sakristie. Ani rozsáhlé přestavby, za Jaroslava z Vartmberka v roce 1595 a za Rohanů po požáru v roce 1832, původní presbytář a sakristii nepoškodily, a jsou dodnes součástí novogotického kostela. Autorem návrhu stávajícího trojlodí přistavěného v roce 1836 je Bernhard Grueber. V letech 2001–2002 byla provedena vnější obnova kostela z daru mecenáše Bohuslava Jana Horáčka. Po dokončené opravě 4. května 2002 plášť kostela požehnal arcibiskup Karel Otčenášek.
Duchovní správci kostela jsou uvedeni na stránce: Římskokatolická farnost Všeň.

## Architektura
Novogotické síňové trojlodí z tesaných kvádrů má polygonální raně gotický presbytář s gotickou sakristií a novogotickou hranolovou věž v západním průčelí. Věž je v dolní části osmiboká, v horní části přechází ve čtyřbokou. V průčelí se nachází znak Rohanů. Na presbytáři je pět hrotitých gotických oken. Presbytář má dvě pole křížové klenby a paprsčitou klenbu s žebry sbíhajícími do poloviny stěn. Sakristie má křížovou žebrovou klenbu a vede do ní hrotitý profilovaný portál. Trojlodí s tribunami v bočních lodích má novogotickou křížovou žebrovou klenbu spočívající na třech párech pilířů.

## Vybavení
Zařízení pochází většinou z 18. století. Hlavní oltář z počátku 18. století je barokní, portálový a sloupový. Má nástavec se sochami sv. Vojtěcha a sv. Václava. Na hlavním oltářním obraze jsou namalováni patroni kostela sv. Filip a sv. Jakub, na obraze v nástavci je vyobrazena Nejsvětější Trojice. Tabernákl je rokokový. Dva boční oltáře jsou novogotické, arkádové, doplněné obrazy. V kostele zůstala zachována kamenná gotická křtitelnice. Na zpovědnici se nachází umělecky zdařilá barokní socha sv. Jana Nepomuckého s andílky.

## Okolí
Kolem kostela je hřbitov, který je obehnán zdí s dvěma hrotitými branami, k nimž vede dvouramenné schodiště, které je obestavěné barokními sochami sv. Judy Tadeáše, sv. Václava, sv. Vojtěcha, sv. Prokopa, sv. Floriána a sv. Josefa. Sochy pocházejí z 1. poloviny 18. století z dílny barokních sochařů Jelínků z Kosmonos.